# Gentiana tetrasepala
Gentiana tetrasepala là một loài thực vật có hoa trong họ Long đởm. Loài này được Biswas mô tả khoa học đầu tiên năm 1938.